# Hogne
Hogne (en wallon Hôgne) est une section de la commune belge de Somme-Leuze située en Région wallonne dans la province de Namur. C'était une commune à part entière avant la fusion des communes de 1977.

## Évolution démographique
- Source: DGS, 1831 à 1970=recensements population, 1976= habitants au 31 décembre

## Histoire
Lors de la Seconde Guerre mondiale, au cours de la Bataille de France, le 12 mai 1940 Hogne est le théâtre de combats entre allemands et français : elle est défendue par des français protégeant le repli de la 4e division légère de cavalerie, et est attaquée dans la matinée par les Allemands de la Voraus-Abteilung Werner (avant garde de la 5e Panzerdivision de Max von Hartlieb-Walsporn). Dans la journée, Hogne sera aux mains des Allemands.

## Patrimoine et culture

### Patrimoine architectural

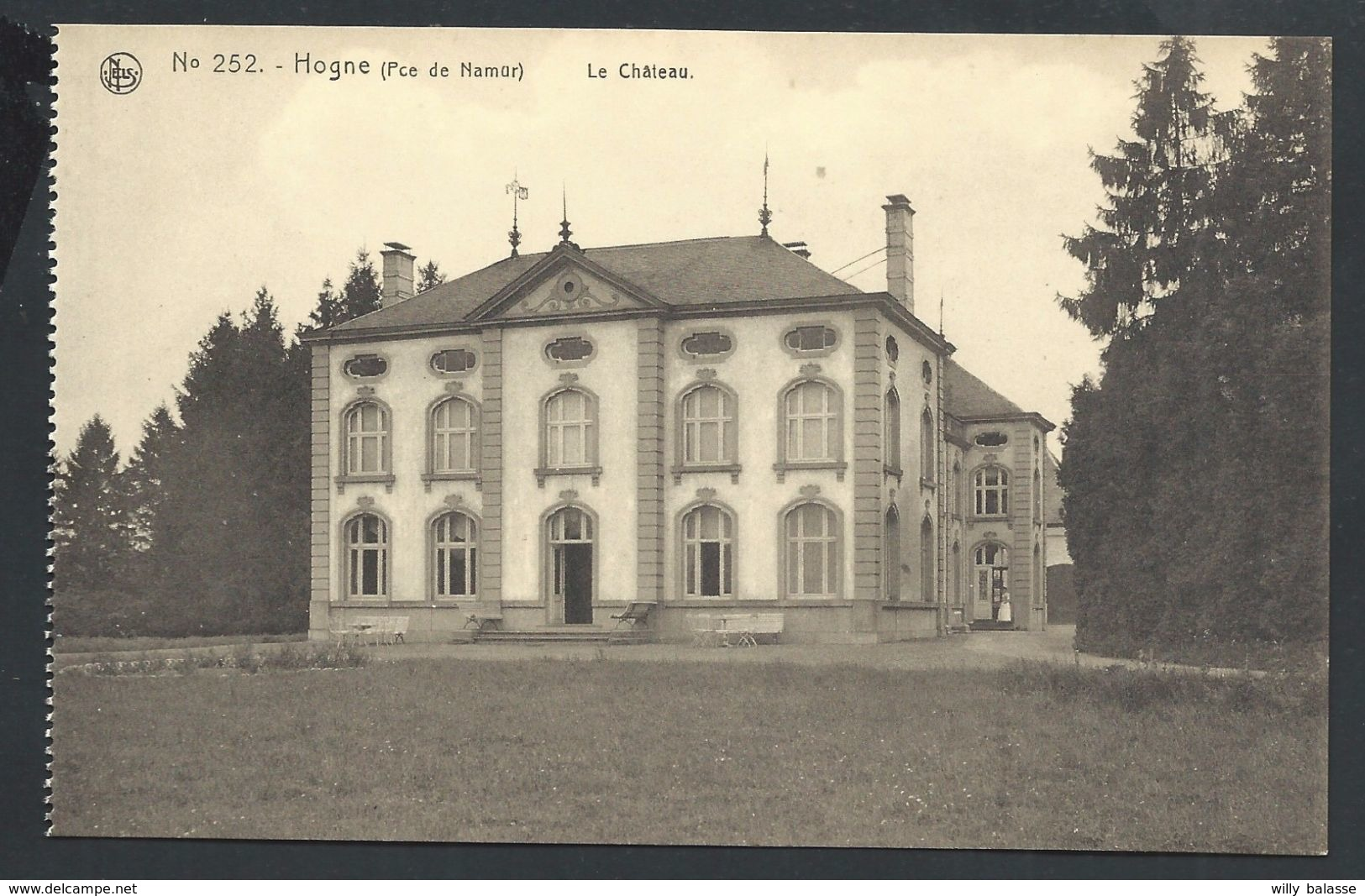
Château de Hogne (Somme-Leuze, Belgique).

- Château de Hogne : propriété de la famille de Bonhomme depuis 1845, démoli en 1983[2] ;
- Ferme de l'Abbaye[3].